# Myrmecophilus acervorum
Myrmecophilus acervorum, vrsta sičušnog ravnokrilca raširenog diljem Europe, koji pripada porodici Myrmecophilidae, čije ime doslovno znači zrikaci mravoljupci. 

## Opis i način života
Poput ostalih pripadnika roda Myrmecophilus, i ova vrsta živi udomaćena po mravljim gnijezdima, a za ovu vrstu je poznato da živi među dvadesetak različitih vrsta mrava. Zbog potpuno različitog načina života (nikad ne napuštaju gnijezdo domaćina) dosta se razlikuju od ostalih ravnokrilaca, pa su čak potpuno izgubili krila, slušne organe (više se ne koriste stridulacijom), vid im je uveliko smanjen, i daleko su manji od ostalih pripadnika reda Orthoptera.
Tamnosmeđe su boje sa svjetlijim prugama. Cerci (singular cercus), parni nastavci mnogih arthropoda, im primarno služe kao senzorni organi. Vrsta M. acervorum ne naraste nikad više od 3.5 milimetra  (0.14 inča).

## Sinonimi
- Blatta acervorum Panzer, 1799
- Myrmecophila acervorum (Panzer, 1799)
- Sphaerium acervorum (Panzer, 1799)